# Баршт, Константин Абрекович
Константи́н Абре́кович Баршт (род. 13 июля 1950, Станислав, УССР)— российский литературовед, профессор, доктор филологических наук. Основные направления научной деятельности — творчество Достоевского и Платонова. Член редколлегии польско-чешского журнала «Slovanske Studie-Studia Slavica», междисциплинарного интернет-журнала «Нарраториум» (РГГУ), «Нового филологического вестника» (РГГУ), научного журнала «Философические письма: русско-европейский диалог» (ВШЭ), ответственный редактор периодического сборника «Достоевский. Материалы и исследования».

## Биография
Отец Константина Баршта — военный летчик Абрек Аркадьевич Баршт, ветеран Великой Отечественной войны Герой Советского Союза, мать — учительница английского языка Елена Мариановна Опиц (1924—2006).
В 1967 году окончил среднюю школу № 384 Кировского района, затем поступил на факультет русского языка и литературы ЛГПИ им. А. И. Герцена (1968—1971), далее проходил службу в Советской Армии (1972—1973).
Работал на различных должностях в Литературно-мемориальном музее Ф. М. Достоевского (1974—1986), преподавал на кафедре литературы Ленинградского государственного института культуры (1987—1991), занимал должность руководителя научных и издательских программ Международного благотворительного фонда спасения Петербурга-Ленинграда (1991—1994).
1994—2008 — профессор русской литературы в Российском государственном педагогическом университете им. А. И. Герцена.
С 2008 года и по состоянию на 2024 год — ведущий научный сотрудник отдела Новой русской литературы Института русской литературы (Пушкинского дома) РАН.

## Научная деятельность
В основании научной деятельности профессора лежит интерес к теоретической поэтике, нарратологии и текстологии, творчеству Достоевского и Платонова. На эти темы Барштом было написано более 300 работ, включая 7 монографий, а также учебные пособия.
В 2009 году Константин Баршт получил грант программы «Научные и научно-педагогические кадры инновационной России» для внедрения инновационного метода датировки рукописей Ф. М. Достоевского с помощью спектрального анализа чернил (метода спектрофотометрии). Итогом этой работы стала датировка «Сибирской тетради Достоевского».
В 2014 году проект «Датировка записей дневникового характера, рисунков пером и цифровых подсчетов в „записных тетрадях“ Ф. М. Достоевского 1864—1868 с использованием метода спектрофотометрии» (№ 14-06-00183) был поддержан Российским фондом фундаментальных исследований.
В 2016 году к нему подключилась кафедра фотоники НИУ ИТМО в лице профессора И. П. Гурова и доцента М. В. Волкова, создавшими новый алгоритм цифрового анализа рукописи.

### Проекты и инновации
- Роль и значение рисунков Ф. М. Достоевского в его литературном творчестве (с 1983)
- Поэтика и философия Андрея Платонова (с 1997)
- Полное собрание сочинений Ф. М. Достоевского (2008—2019)
- База данных и цифровой ресурс «Цифровой архив Ф. М. Достоевского»[10]

## Книги и статьи
Некоторые из книг и статей Баршта:
1. Достоевский: новые линии. СПб., 2022. 544 с.
2. Литературоведение России. Основные теоремы и концепции. М.: Флинта. 2022. 384 с.
3. Библейская «Книга Иова» и «Иов многострадальный» А. М. Бухарева в романе Ф. М. Достоевского «Братья Карамазовы» // Новый филологический вестник. 2022 № 3 (62). С. 180—201[11]
4. О дипломатической транскрипции записных тетрадей Ф. М. Достоевского к роману «Бесы» // Текстологическое исследование записных тетрадей Ф. М. Достоевского к роману «Бесы»: Дипломатическая транскрипция. — СПб.: Наука, 2021. С. 5-32.
5. Алексей Карамазов — последователь архимандрита Феодора (А. М. Бухарева) // Словесность и история. 2021. № 4. С. 7-36.[12]
6. Г. Б. Ительсон как прототип Альберта Лихтенберга. К истории написания рассказа Андрея Платонова «Мусорный ветер» // Вопросы философии. 2021. № 10. С. 112‒122.[13]
7. Возвращение поэтики. Ю. Кристева vs М. М. Бахтин. // Вестник Санкт-Петербургского университета. Язык и литература. 2021. Т. 18, вып. 2. С. 242—261[14]
8. О задачах и перспективах проекта «Комплексная автоматизированная база данных „Объединенный цифровой архив Ф. М. Достоевского“» // Известия РАН. Серия литературы и языка. 2021. Т. 80. № 2. С. 18-29[15]
9. Текстологические принципы издания романа Ф. М. Достоевского «Идиот» в академическом Полном собрании сочинений: вопросы пунктуации // Русская литература. 2020. № 4. С. 203—214
10. Достоевский: этимология повествования. СПб., 2019. 454 с.
11. Полная дипломатическая транскрипция «первой» записной тетради Ф. М. Достоевского // Текстологический временник. Русская литература XX века: Вопросы текстологии и источниковедения. Книга 3. М., ИМЛИ РАН, 2019. С. 831—855
12. «Братья Карамазовы» Ф. М. Достоевского: неевклидова геометрия и вопрос о преодолении зла // Вопросы философии. 2018. № 5. С. 134—144.[16]
13. Рисунки и каллиграфия Ф. М. Достоевского. От изображения к слову. Бергамо, 2016. 455 с.
14. Драматическое действие в нарратологическом аспекте // Narratorium. 2016. № 1 (9).
15. Литературный дебют Ф. М. Достоевского: творческая история романа «Бедные люди» // Достоевский Ф. М. Бедные люди. Серия «Литературные памятники». М., 2015. С. 379—514.
16. Точка зрения в религии, науке и искусстве //Культурологические записки. О границах искусства. Выпуск 12. М., 2010. С. 337—359.
17. Поэтика прозы Андрея Платонова. Издание 2-е, дополненное. СПб., 2005. 300 С.
18. Рукописи Ф. М. Достоевского: рисунок и каллиграфия // Текст и культура. Семиотика. Труды по знаковым системам, XVI. Тарту, 1983. С. 135—152. (В соавторстве с П. Х. Торопом)